# Mirabell Lundgren
Mirabell Elvira Linnea Lundgren Stenhoff, född 9 januari 2003 i Stockholm, är en svensk influencer och innehållsskapare, som främst är aktiv på Instagram. Hon har också en YouTube-kanal sedan år 2016, men är för närvarande inte så särskilt aktiv på den. Hon är yngre syster till YouTube-profilen Amanda Lundgren.